# Eurypteryx nieplti
Eurypteryx nieplti är en fjärilsart som beskrevs av Clark 1935. Eurypteryx nieplti ingår i släktet Eurypteryx och familjen svärmare. Inga underarter finns listade i Catalogue of Life.